# F*ck Love Too
F*ck Love Too (F*ck de liefde 2) è un film del 2022 diretto da Appie Boudellah e Aram van de Rest.
È il sequel del film del 2019 F*ck Love.

## Trama
Lisa, dopo la fine della sua relazione, decide di tornare nei Paesi Bassi dove scopre che una sua amica si sta per sposare. Prima del matrimonio le donne decidono di fare un viaggio ad Ibiza dove prendono forma nuovi e vecchi amori.

## Distribuzione
Il film è stato distribuito sulla piattaforma Netflix a partire dal 20 maggio 2022.